# Transavia France
Transavia France (voorheen transavia.com France) is een Franse luchtvaartmaatschappij met als thuisbasis Parijs, luchthaven Orly. Daarnaast staan er vliegtuigen van de luchtvaartmaatschappij gestationeerd in Lyon, Montpellier en Nantes.
Het bedrijf werd in 2006 opgericht door Air France (Air France-KLM is huidig 60% eigenaar) en Transavia (40% eigenaar) om goedkope vluchten uit te voeren vanuit Parijs. In 2019 verminderde het belang van Transavia Nederland tot 4%. Air France is met 96% sindsdien vrijwel alleeneigenaar.

## Vloot
| Toestel        | Aantal | Bestellingen | Stoelen | Opmerkingen                         |
| -------------- | ------ | ------------ | ------- | ----------------------------------- |
| Airbus A320neo | 18     | TBD          | 186     | Eerste levering op 10 januari 2024. |
| Airbus A321neo | -      | TBD          | 232     | Eerste levering op 10 januari 2024. |
| Boeing 737-800 | 68     | —            | 189     |                                     |
| Totaal         | 86     | n.n.b.       |         |                                     |